# Costa del Sol

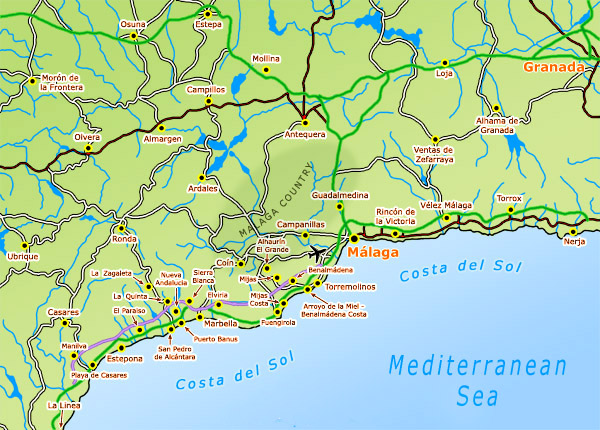
Större orter på Solkusten.

Costa del Sol, Spanska solkusten är den del av Andalusiens kustremsa som sträcker sig från Nerja i öster till Manilva i väster. Den cirka 20 mil långa kustremsan innehåller från Nerjahållet dessutom Torre del Mar, Vélez-Málaga, provinshuvudstaden Malaga, Torremolinos, Benalmádena, Fuengirola, Mijas, Marbella, San Pedro de Alcántara och Estepona. Kuststräckan benämns idag även Costa del Golf, beroende på det stora antalet golfbanor.
Costa del Sol har ibland räknats som de ca 30 mil som sträcker sig från Motril i öster till Cádiz i väster, i de tre provinserna Granada, Málaga och Cádiz. Numera har man dock specificerat den del som ligger i Granadaprovinsen som Costa Tropical och den del som ligger i Cádizprovinsen som Costa de la Luz.
Fuengirola är centrum för den skandinaviska befolkningen på Costa del Sol.

## Klimat
|                       | Okt | Nov | Dec | Jan | Feb | Mar | Apr |
| --------------------- | --- | --- | --- | --- | --- | --- | --- |
| Lufttemperatur (°C)   |     |     |     |     |     |     |     |
| Dag                   | 23  | 20  | 17  | 17  | 17  | 18  | 21  |
| Natt                  | 16  | 12  | 10  | 8   | 10  | 11  | 13  |
| Vattentemperatur (°C) | 21  | 18  | 15  | 14  | 14  | 14  | 15  |
| Antal regndagar       | 6   | 7   | 8   | 7   | 6   | 8   | 6   |